# أنطونيو دياز (سياسي)
أنطونيو دياز هو سياسي فلبيني، ولد في 6 سبتمبر 1927 في اولونجابو في الفلبين، وتوفي في 3 أغسطس 2011 في كيزون في الفلبين بسبب إنتان وذات الرئة. حزبياً، نشط في لاكاس كامبي ‏.